# Celso Ayala
Celso Rafael Ayala Gavilán (Asunción, 20 agosto 1970) è un allenatore di calcio ed ex calciatore paraguaiano, di ruolo difensore.

## Carriera
Fu un giocatore chiave nella linea difensiva della Nazionale di calcio paraguaiana degli anni novanta, insieme a Francisco Arce, terzino destro, e Carlos Gamarra, altro centrale difensivo.

## Palmarès

### Club

#### Competizioni nazionali
- Campionato paraguaiano: 1

Olimpia: 1993
- Campionato cileno: 1

Colo Colo: Apertura 2006

#### Competizioni internazionali
- Coppa Libertadores: 2

Olimpia: 1990
River Plate: 1996
- Supercoppa Sudamericana: 1

River Plate: 1997

### Nazionale
- Torneo Pre-Olimpico CONMEBOL: 1

1992

### Individuale
- Equipo Ideal de América: 2

1996, 1997